# Eddy Couckuyt
Eddy  Couckuyt (Aalst, 24 november 1955) is een Belgisch politicus voor de CVP en diens opvolger CD&V.

## Levensloop
Couckuyt was actief in de KAJ. Hij was korte tijd werkzaam in een fabriek alvorens aan de slag te gaan bij de Christelijke Mutualiteit (CM).
Op 1 maart 1983 werd hij politiek actief voor de CVP te Aalst als gemeenteraadslid, alwaar hij heden fractieleider is. Sedert 1 maart 2000 was hij tevens provincieraadslid en was dit tot 31 december 2018. Hij was 12 jaar, tot 31 december 2018, gedeputeerde voor de provincie Oost-Vlaanderen bevoegd voor welzijn, gezondheid, ontwikkelingssamenwerking, toerisme en jeugd en wonen.
Hij is gehuwd en heeft vier kinderen.